# Műkorcsolya az 1968. évi téli olimpiai játékokon
Az 1968. évi téli olimpiai játékokon a műkorcsolya versenyszámait Grenoble-ban rendezték február 8. és 16. között. Bemutató versenyszámként szerepelt a jégtánc, melyet a brit Diane Towler–Bernard Ford-páros nyert.

## Éremtáblázat
(A rendező nemzet eltérő háttérszínnel, az egyes számoszlopok legmagasabb értéke, vagy értékei vastagítással kiemelve.)
| Az 1968. évi téli olimpiai játékok éremtáblázata műkorcsolyában | Az 1968. évi téli olimpiai játékok éremtáblázata műkorcsolyában | Az 1968. évi téli olimpiai játékok éremtáblázata műkorcsolyában | Az 1968. évi téli olimpiai játékok éremtáblázata műkorcsolyában | Az 1968. évi téli olimpiai játékok éremtáblázata műkorcsolyában | Olimpia  |
| --------------------------------------------------------------- | --------------------------------------------------------------- | --------------------------------------------------------------- | --------------------------------------------------------------- | --------------------------------------------------------------- | -------- |
|                                                                 | Ország                                                          | Arany                                                           | Ezüst                                                           | Bronz                                                           | Összesen |
| 1.                                                              | Szovjetunió (URS)                                               | 1                                                               | 1                                                               | 0                                                               | 2        |
| 1.                                                              | Egyesült Államok (USA)                                          | 1                                                               | 1                                                               | 0                                                               | 2        |
| 3.                                                              | Ausztria (AUT)                                                  | 1                                                               | 0                                                               | 0                                                               | 1        |
|                                                                 |                                                                 |                                                                 |                                                                 |                                                                 |          |
| 4.                                                              | NSZK (FRG)                                                      | 0                                                               | 1                                                               | 0                                                               | 1        |
|                                                                 |                                                                 |                                                                 |                                                                 |                                                                 |          |
| 5.                                                              | Csehszlovákia (TCH)                                             | 0                                                               | 0                                                               | 1                                                               | 1        |
| 5.                                                              | Franciaország (FRA)                                             | 0                                                               | 0                                                               | 1                                                               | 1        |
| 5.                                                              | NDK (GDR)                                                       | 0                                                               | 0                                                               | 1                                                               | 1        |
|                                                                 |                                                                 |                                                                 |                                                                 |                                                                 |          |
| Összesen                                                        | Összesen                                                        | 3                                                               | 3                                                               | 3                                                               | 9        |

## Érmesek
| Az 1968. évi téli olimpiai játékok érmesei műkorcsolyában |                                                           |                                                        |                                                  |
| Versenyszám                                               | Arany                                                     | Ezüst                                                  | Bronz                                            |
| Férfi                                                     | Wolfgang Schwarz · Ausztria (AUT)                         | Tim Wood · Egyesült Államok (USA)                      | Patrick Péra · Franciaország (FRA)               |
| Női                                                       | Peggy Fleming · Egyesült Államok (USA)                    | Gabriele Seyfert · NDK (GDR)                           | Hana Mašková · Csehszlovákia (TCH)               |
| Páros                                                     | Szovjetunió (URS) · Ljudmila Belouszova · Oleg Protopopov | Szovjetunió (URS) · Tatyjana Zsuk · Alekszandr Gorelik | NSZK (FRG) · Margot Glockshuber · Wolfgang Danne |